# Слов'яноруська мова
Слов'янору́ська (славеноро́ська) мо́ва — назва, що виникла наприкінці XVI ст. на позначення українсько-білоруської книжної форми літературної мови, уживаної у творах науково-публіцистичних жанрів і в художніх творах високого стилю протягом XV — XVIII ст. Популяризував її Павло Житецький (1889 р.).
Слов'яноруська мова розвинулася зі староукраїнської редакції староцерковнослов'янської мови XI — XIV ст., що в 14 — 15 ст. зазнала архаїзації, а також болгарського й сербського впливу в дусі граматично-стилістичної реформи патріарха Євтимія (т. зв. другий південнослов'янський вплив) і стабілізувалася у висліді нормативних граматично-лексикографічних зусиль XVI — XVII століть. Від середини XVII ст. впливала на норми літературної мови в Росії; від середини XVIII ст. наблизилася на Лівобережній Україні настільки до російських норм, що могла злитися з російською її формою. Слов'яноруська мова, занесена у 20-х — 30-х роках XVIII ст. вчителями — росіянами й українцями у Срім і Бачку, стала там основою архаїзовано-книжної слов'яносербської мови. У Галичині, на Буковині й Закарпатті слов'яноруська мова перетривала у формі зросійщеного в лексиці язичія до першої половини XX ст.
Від староукраїнської книжної мови слов'яноруська мова різниться з лексично-словотвірного й стилістичного погляду (у ній наявні латинізми, полонізми, калькові словоскладання, перевага гіпотактичної і періодичної будови речень, фігуративно-перифрастичний стиль типу «плетенія словесного»). Слов'яноруську мову нормували граматики «Адельфотес» (1591) у її слов'янському перекладі грецького тексту, Лаврентія Зизанія (1596), Мелетія Смотрицького (1619) разом з її скороченою переробкою, може, Атанасія Пузини, виданою 1638 у Крем'янці; лексичну кодифікацію подавали «Лексис» Л. Зизанія (1596), «Лексикон славенороський» Памва Беринди (1627 і 1653); рукописні «Синоніма славеноросская» і версії латино-слов'янського (1642 і пізніші копії) та словено-латинського словника Єпіфанія Славинецького і Арсенія Корецького-Сатановського; дрібніші друковані словено-польські словнички (Супрасль, 1722; Почаїв, 1751, 1756, 1804; Й. Левицького, 1830).
Слов'яноруська мова оминала чіткіші українські (як і білоруські) риси у фонетиці (ікавізм), зберігала етимологічні написання з ы, ъ, не позначала секундарного подвоєння приголосних, упроваджувала стверділе ц у суфіксах, зберігала церковнослов'янські флексії у відміні імен і дієслів («добрыя земли» — «доброї землі»); значення зниклих часових форм (аорист, імперфект), як і штучно створених за грецькою граматикою способів (оптатив, кон'юнктив) та словотвірних засобів (-телный '-abilis, -andus', хліботворец — пекар) перенесено з грецької та латинської мов. Система сполучників, широке застосування активних дієприкметників, як і абсолютного дативу перебрано з церковно-слов'янської мови (в орієнтації на мову Острозької Біблії і літургічних книг). У лексиці — біблеїзми, грецизми й латинізми (до XVIII ст. і полонізми) класицистичного характеру, з оминанням народних діалектних виразів. Такий синтетичний характер слов'яноруської мови був причиною її строкатості в окремих авторів, залежно від начитаності й тематики. На ділову мову впливав, зокрема, синтаксис слов'яноруської мови.